# Ptilinopus porphyraceus
El tilopo coronipúrpura, tilopo de Tonga o tipolo de corona púrpura (Ptilinopus porphyraceus) es una especie de ave columbiforme perteneciente a la familia Columbidae propia de la Polinesia.

## Distribución
Se encuentra en Samoa Americana, las Fiyi, islas Marshall, Niue, Samoa, Tonga, y las islas Wallis y Futuna.

## Hábitat
Su hábitat natural son los bosques húmedos de tierras bajas y manglares tropicales isleños.